# BMW New Class
BMW New Class kodnog imena E115 ili E114 je prvi BMW srednje klase namijenjen da zamjeni malene modele poput BMW 700 ili Isettu. Proizvodio se 15 godina u četiri karoserijske varijante, limuzina, coupe, kabriolet i hatchback.

1500 je prvi model koji je BMW predstavio i može se reći da je jedan od važnijih u BMW-ovoj povijesti, motor je bio tek predstavljeni 1,5 litreni redni 4 s 80 ks koji se koristio i u seriji 3 mnogo godina kasnije. Nova E115 platforma je imala neovisan ovjes sprijeda i straga a 1500 je prvi model koji je imao Hofmeister kink u svome dizajnu što će se koristiti i danas. U vrijeme 1500 modela BMW je bio blizu bankrota ali dobra prodaja je omogućila da BMW prvi put nakon 20 godina isplati dividende.

1600 model dobiva 1,6 litreni motor snage 83 ks a 1966. je predstavljen 1600-2, coupe inačica s dvoja vrata.

1963. godine 1800 model s 1,8 L motor dolazi na tržište, 90 ks je razvijao osnovni model a sportska TI inačica 110 ks.

2000 model se proizvodio od 1966. do 1972. godine, kroz to razdoblje imao je tri inačice : TI, TILUX i TII. Dvolitreni motor je razvijao od 100 do 130 ks.

2002 je jedan od najslavnijih BMW modela, maleni coupe se smatra prethodnikom današnje BMW serije 1 coupe. Dvolitreni redni 4 motor je razvijao 120 u Ti inačici odnosno 130 u Tii inačici koja je najpopularnija. 1973. BMW je predstavio turbo inačicu 2002 modela nazvanu BMW 2002 Turbo koja je razvijala 170 ks i 240 Nm okretnog momenta.

Uz već navedene modele BMW je proizvodio i ekonomske 1502 (1,6 L) i 1802 (2002 model s 1,8 motorom) modele.